# ミチェル・バエス
- ミッシェル・バイエズ
- ミシェル・バエズ
- ミッチェル・バエス

ミチェル・バエス・クルーズ（Michel Báez Cruz, 1996年1月21日 - ）は、キューバのハバナ出身のプロ野球選手（投手)。右投右打。メキシカンリーグのモンテレイ・サルタンズ所属。

## 経歴

### キューバ時代
2014/2015シーズンにキューバ国内リーグであるセリエ・ナシオナル・デ・ベイスボルのベゲーロス・デ・ピナール・デル・リオでデビュー。このシーズンはウラカネス・デ・マヤベケにも所属し、2チーム合計で16試合に救援登板した。

### プロ入りとパドレス時代
2016年12月にサンディエゴ・パドレスと契約金3万ドルでマイナー契約を結び、プロ入り。
2017年の6月27日にパドレス傘下のマイナーチームであるルーキー級AZLパドレス1で先発しプロデビュー。AZLパドレス1ではこの1先発のみで、7月4日にA級フォートウェイン・ティンキャップスに昇格した。この年は2チーム合計で11試合（全て先発。63.2回）に登板し、7勝2敗、防御率2.54を記録した。
2018年開幕前に、MLB.comのプロスペクトランキングで全体56位・チーム7位の評価が与えられた。シーズンはA+級レイクエルシノア・ストームに昇格し開幕を迎えた。8月9日にAA級サンアントニオ・ミッションズに昇格。このシーズンは2チーム合計で21試合（全て先発・105.0回）に登板して4勝10敗、防御率3.69を記録した。
2019年開幕前に、MLB.comのプロスペクトランキングで全体70位・チーム5位の評価が与えられた。シーズンは延長スプリングトレーニングで開幕を迎え、5月21日にAA級アマリロ・ソッドプードルズで実戦の開幕を迎えた。15試合に救援登板後の7月21日にメジャー契約を結んでアクティブ・ロースター入りし、23日のニューヨーク・メッツ戦で救援登板してメジャーデビュー。この試合では1.0回を投げて無失点だった。
2021年3月31日に右肘のトミー・ジョン手術を受けることが発表され、その後はリハビリのためシーズン全休となった。
2022年は4月末にA級レインエルシノアで実戦復帰。AA級サンアントニオ、AAA級エルパソ・チワワズでの登板を経て、7月29日にメジャー昇格。2試合に中継ぎ登板していずれも無失点に抑えたが、8月3日にエルパソに降格。以後は再昇格することなくシーズンを終えた。
2023年は開幕前にエルパソに配属されたが3月30日にルーグネッド・オドーアと、ドミンゴ・タピアの昇格に伴ってデビッド・ダールと共にDFAとなり、4月3日に育成リストに登録された。また、その日のうちにウェイバー公示を経て再度エルパソに配属された。この年は故障やリハビリの影響などもあり、シーズンのほとんどをAA級サンアントニオ，AAA級エルパソを行き来して過ごした為、メジャーでの登板機会は無かった。オフの12月18日にホルヘ・オーニャと共に自由契約となった。

### メキシカンリーグ時代
2024年7月5日にメキシカンリーグのモンテレイ・サルタンズと契約を結んだ。オフに一度は自由契約となったものの、翌2025年2月22日に契約を結び直した。

## 投球スタイル
最速98.7mph（約158.8km/h）の速球とチェンジアップを主体とする。

## 詳細情報

### 年度別投手成績
| 年 度    | 球 団    | 登 板 | 先 発 | 完 投 | 完 封 | 無 四 球 | 勝 利 | 敗 戦 | セ 丨 ブ | ホ 丨 ル ド | 勝 率 | 打 者 | 投 球 回 | 被 安 打 | 被 本 塁 打 | 与 四 球 | 敬 遠 | 与 死 球 | 奪 三 振 | 暴 投 | ボ 丨 ク | 失 点 | 自 責 点 | 防 御 率 | W H I P |
| -------- | -------- | ----- | ----- | ----- | ----- | -------- | ----- | ----- | -------- | ----------- | ----- | ----- | -------- | -------- | ----------- | -------- | ----- | -------- | -------- | ----- | -------- | ----- | -------- | -------- | ------- |
| 2019     | SD       | 24    | 1     | 0     | 0     | 0        | 1     | 1     | 0        | 0           | .500  | 131   | 29.2     | 25       | 3           | 14       | 2     | 3        | 28       | 1     | 1        | 10    | 10       | 3.03     | 1.31    |
| 2020     | SD       | 3     | 1     | 0     | 0     | 0        | 0     | 0     | 0        | 0           | ----  | 23    | 4.2      | 7        | 0           | 2        | 0     | 0        | 7        | 0     | 1        | 4     | 4        | 7.71     | 1.93    |
| 2022     | SD       | 2     | 0     | 0     | 0     | 0        | 0     | 0     | 0        | 0           | ----  | 7     | 2.0      | 1        | 0           | 0        | 0     | 0        | 2        | 1     | 0        | 0     | 0        | 0.00     | 0.50    |
| MLB：3年 | MLB：3年 | 29    | 2     | 0     | 0     | 0        | 1     | 1     | 0        | 0           | .500  | 161   | 36.1     | 33       | 3           | 16       | 2     | 3        | 37       | 2     | 2        | 14    | 14       | 3.47     | 1.35    |

- 2024年度シーズン終了時

### 年度別守備成績
| 年 度 | 球 団 | 投手（P） | 投手（P） | 投手（P） | 投手（P） | 投手（P） | 投手（P） |
| 年 度 | 球 団 | 試 合     | 刺 殺     | 補 殺     | 失 策     | 併 殺     | 守 備 率  |
| ----- | ----- | --------- | --------- | --------- | --------- | --------- | --------- |
| 2019  | SD    | 24        | 4         | 3         | 0         | 0         | 1.000     |
| 2020  | SD    | 3         | 0         | 1         | 0         | 0         | 1.000     |
| 2022  | SD    | 2         | 0         | 0         | 0         | 0         | ----      |
| MLB   | MLB   | 29        | 4         | 4         | 0         | 0         | 1.000     |

- 2022年度シーズン終了時

### 背番号
- 49（2019年 - 2021年，2022年）